# 皮埃特罗·马斯卡尼
皮埃特罗·安东尼奥·斯泰法诺·马斯卡尼（義大利語：Pietro Antonio Stefano Mascagni；1863年12月7日—1945年8月2日），意大利作曲家，代表作有歌剧《乡村骑士》（1890年）。曾就读米兰音乐学院，但是两年后退学，参加了一个三流巡回剧团并担任指挥。1889年，以歌剧《乡村骑士》参加由出版家E·松佐尼奥主办的创作比赛，荣获一等奖。次年该剧在罗马上演并获得成功。1935年，创作了歌剧《尼禄》。